# Ouratea leroyana
Ouratea leroyana là một loài thực vật có hoa trong họ Ochnaceae. Loài này được (Tiegh.) Keay mô tả khoa học đầu tiên năm 1953.